# 加斯勒貝格山

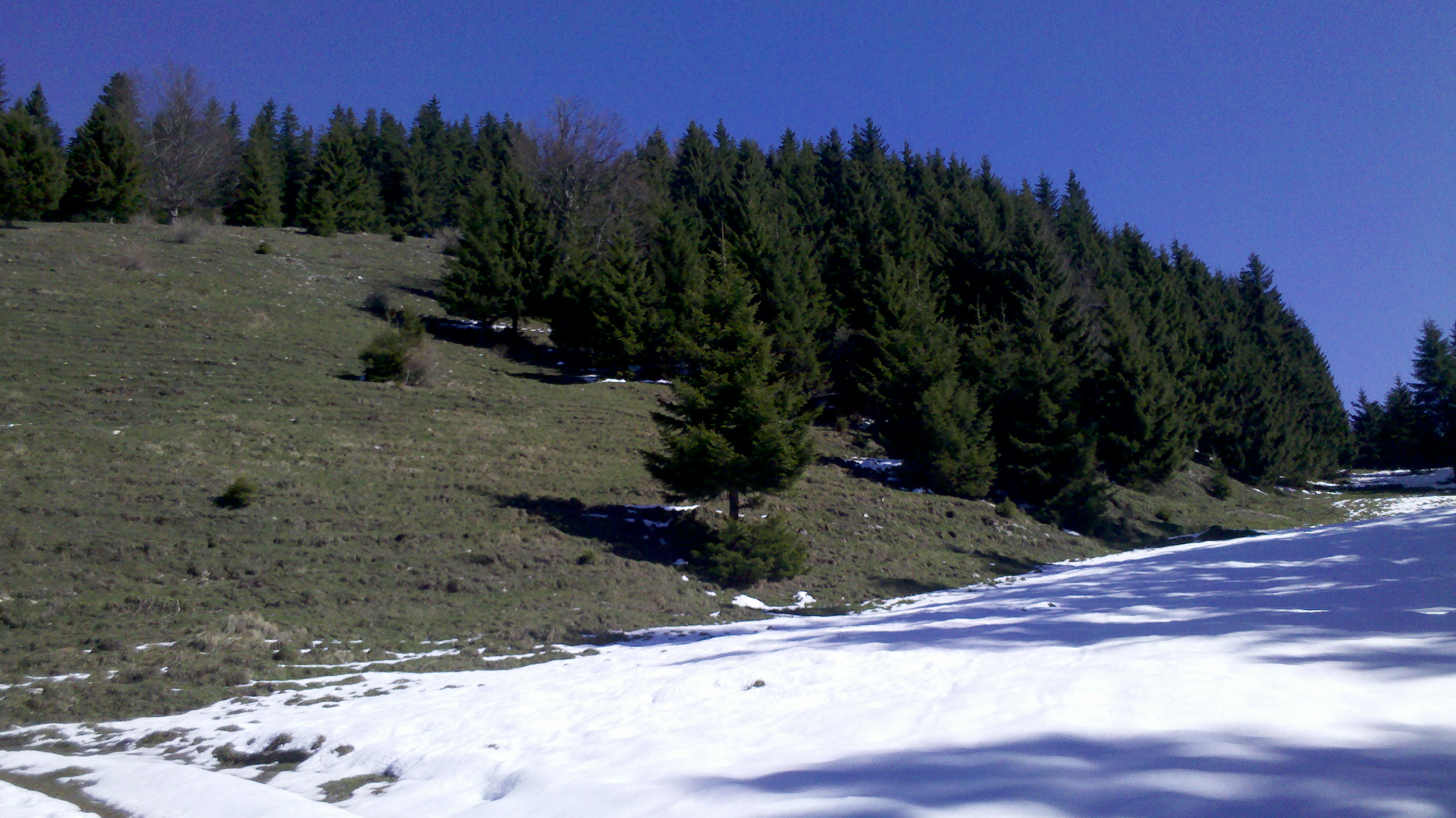

47°44′04″N 11°45′58″E / 47.734359°N 11.76605°E
加斯勒貝格山（德語：Gassler Berg），是德國的山峰，位於該國東南部，由巴伐利亞負責管轄，屬於巴伐利亞前阿爾卑斯山脈的一部分，距離諾伊羅伊特山0.5公里，海拔高度1,180米。